# Ginnie Crawford
Virginia « Ginnie » Crawford (née Powell le 2 septembre 1983) est une athlète américaine spécialiste du 100 m haies.
Elle est l'épouse du sprinteur Shawn Crawford.
Mi juillet 2012, lors du London Grand Prix, 8e étape de la ligue de diamant 2012, elle termine 3e de la course en 12 s 74 derrière sa compatriote Kellie Wells (12 s 57) et la championne du monde en titre australienne Sally Pearson (12 s 59).

## Palmarès

### International
| Date | Compétition                    | Lieu      | Résultat | Épreuve     |
| ---- | ------------------------------ | --------- | -------- | ----------- |
| 1999 | Championnats du monde jeunesse | Bydgoszcz | 8e       | 100 m haies |
| 2006 | Coupe du monde des nations     | Athènes   | 3e       | 100 m haies |
| 2007 | Championnats du monde          | Osaka     | 5e       | 100 m haies |
| 2009 | Championnats du monde          | Berlin    | 6e       | 100 m haies |
| 2010 | Championnats du monde en salle | Doha      | 5e       | 60 m haies  |

### National
- Championnats des États-Unis : vainqueur du 100 m haies en 2006, 2e en 2009
- Championnats des États-Unis en salle : vainqueur du 60 m haies en 2010
- Championnats NCAA : vainqueur du 100 m haies en 2005, du 60 m haies en salle en 2006

## Records
| Épreuve     | Performance | Lieu         | Date          |
| ----------- | ----------- | ------------ | ------------- |
| 60 m haies  | 7 s 84      | Fayetteville | 10 mars 2006  |
| 100 m haies | 12 s 45     | New York     | 2 juin 2007   |
| 60 m        | 7 s 21      | Fayetteville | 10 mars 2006  |
| 100 m       | 11 s 10     | Eugene       | 14 mai 2006   |
| 200 m       | 23 s29      | Los Angeles  | 29 avril 2006 |